# Polymorphanisus scutellatus
Polymorphanisus scutellatus är en nattsländeart som beskrevs av Banks 1939. Polymorphanisus scutellatus ingår i släktet Polymorphanisus och familjen ryssjenattsländor. Inga underarter finns listade i Catalogue of Life.